# Jan Swammerdam
Jan Swammerdan (Ámsterdam; 12 de febrero de 1637 - 17 de febrero de 1680) fue un anatomista y zoólogo holandés que se dedicó al estudio de la anatomía y costumbres de los insectos a los que estudio con microscopios construidos por él mismo y sobre los que escribió obras consideradas como clásicas, entre ellas la Historia general de los animales que carecen de sangre y el Libro de la naturaleza o historia de los insectos.
En el Libro de los insectos estableció la homología entre los distintos estadios de la metamorfosis de la rana y los insectos.
No se conoce un retrato genuino de Jan Swammerdan. Hay un retrato del siglo XIX, basado en la figura de Hartman Hartmanzoon (1591–1659) tomada de Lección de anatomía del Dr. Nicolaes Tulp (obra de Rembrandt). Hay una explicación en inglés sobre esto "Swammerdam’s portrait".